# WTTO Tower
WTTO Tower – maszt radiowy w mieście Windham Springs w stanie Alabama. Wybudowany w 1986 roku. Jego wysokość wynosi 609,6 metra.